# Бизнесмен
Бизнесмен м.р. и бизнесдама ж.р. (от английски businessman, businesswoman, businesslady, от business – работа, занятие, служба и man – човек, мъж) е някой, който се занимава с управлението на бизнес, като собственик на търговско дружество (фирма) (т.е. в правен смисъл се разглежда като търговец, търговски представител, разговорно фирмаджия) или е представител на висшия мениджмънт в дадена фирма.
Българското произношение по-скоро доближава множественото число на термина в английски businessmen („бизнесмени“), заради разликата в звученето между двете форми на думата за единствено число businessman и множествено число businessmen.